# Fudbalski Klub Radnički Kragujevac
El Fudbalski Klub Radnički Kragujevac (en serbio: Фудбалски Клуб Раднички Крагујевац) es un club de fútbol de Serbia de la ciudad de Kragujevac. Fue fundado en 1923 y juega en la Super Liga Serbia.

## Historia
El club se formó en 1923 bajo el nombre Mladi Radnik. El primer presidente del club fue Aleksandar Ratković. El primer partido del Mladi Radnik se jugó contra el SK Triglav, donde perdieron 2-0. El primer visitante en enfrentarse al FK Mladi Radnik fue SK Radnički de Belgrado. El partido se jugó 16 de agosto de 1925 con SK Radnički ganó 5-0. Una semana después (23 de agosto de 1925) el Mladi Radnik ganó su primer partido contra FK Radnički Niš con el resultado de 7-1. En 1929 el Mladi Radnik cambió su nombre a Radnički KFK. 
En 1969 el Radnički ascendió a la Primera Liga de Yugoslavia tras derrotar FK Sutjeska y FK Crvenka en el play-off. En 1969 el Radnički logró una gran victoria por 4-1, contra el FK Partizan Belgrado en el estadio del Ejército Popular Yugoslavo. En septiembre de 1969 el Radnički Kragujevac empató 4-4 contra el Santos. Los anotadores por el Santos fueron Edu con 3 y Pelé con 1, mientras que para el Radnički lo fueron Nikolić, Paunović, y Paunovski con 2 goles. El Radnički terminó 15º en su primera temporada en la primera división.

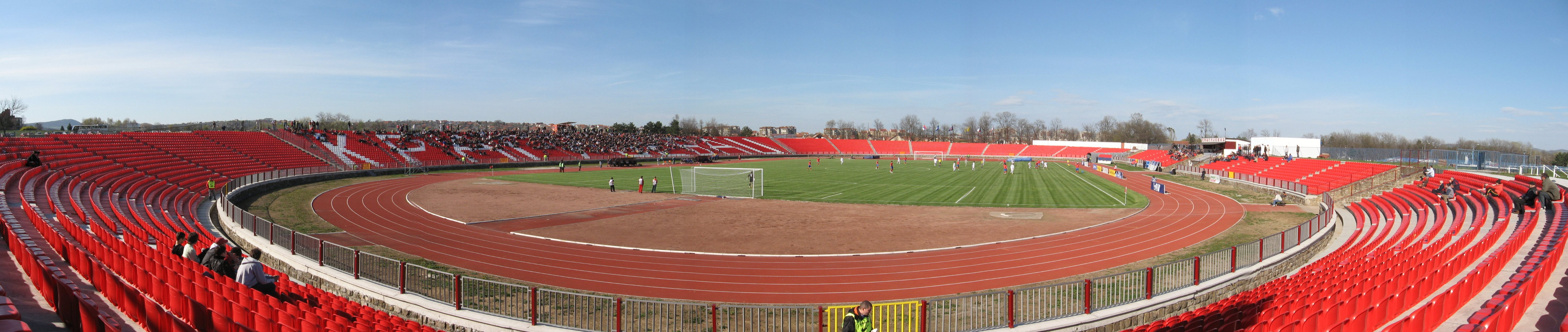
El Estadio Čika Dača posee una capacidad de 19.041 espectadores.

## Estadio

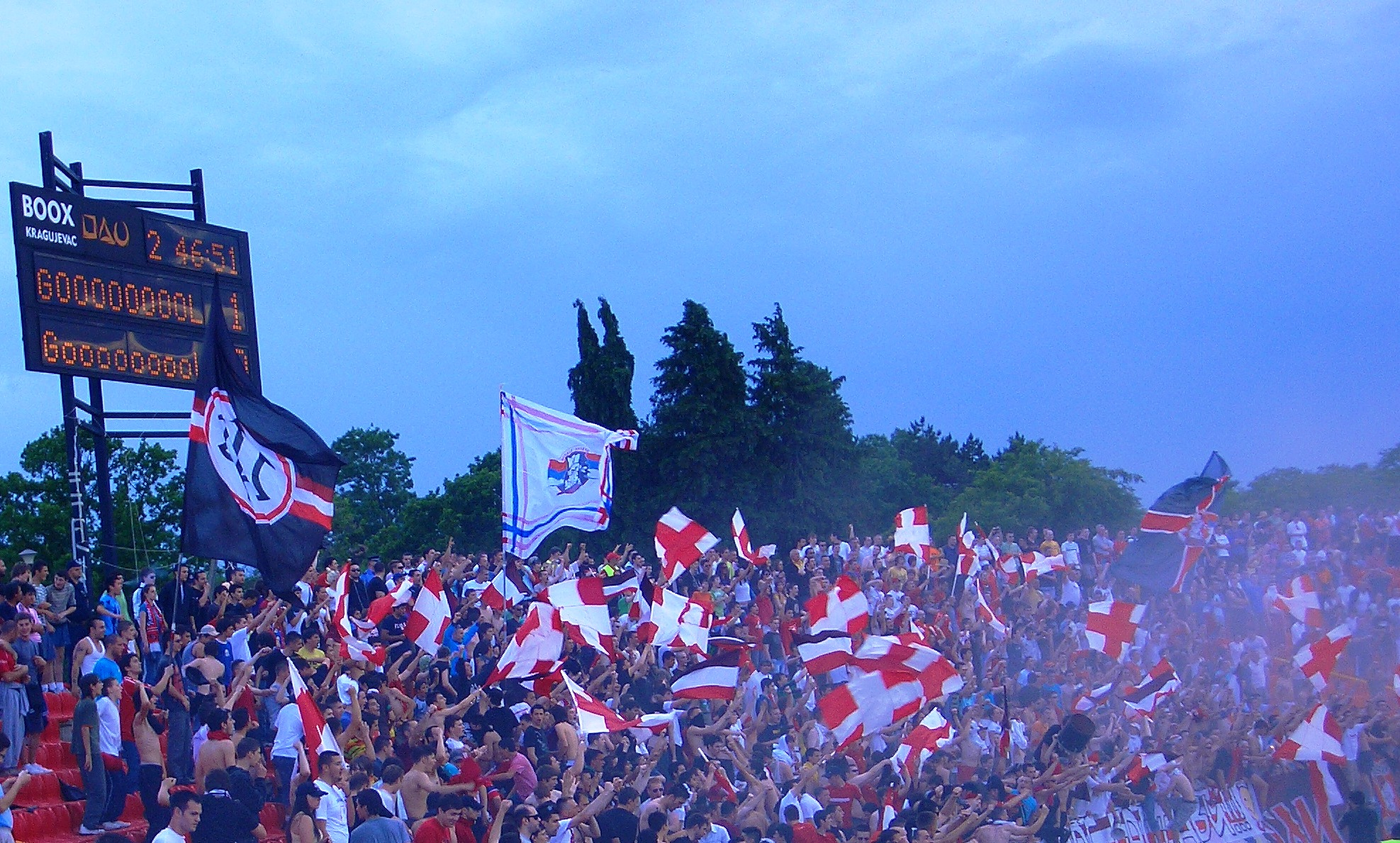
El Djavoli en el Estadio Čika Dača en el 2011.

El estadio del FK Radnicki Kragujevac es el Estadio Čika Dača, en Kragujevac. Posee una capacidad de 19.041 asientos, y es el 4º más grande de Serbia. En 2007 fue sometido a una renovación. La mayor asistencia del estadio, fue el 24 de agosto de 1969, en un encuentro contra el Hajduk Split, con una asistencia de 35.000. 

## Palmarés
- Segunda Liga de Yugoslavia: 2

1969, 1974
- Primera Liga Serbia: 1

2020-21
- Sub-Campeón: 1

2010-11

## Participación en competiciones de la UEFA
| Temporada | Torneo                 | Ronda         | Club       | Casa | Visita    | Global      |
| --------- | ---------------------- | ------------- | ---------- | ---- | --------- | ----------- |
| 2024–25   | UEFA Conference League | Segunda ronda | Mornar Bar | 1–0  | 1–2 (aet) | 2–2 (3–4 p) |
| 2025–26   | UEFA Conference League | Segunda ronda | KÍ         | 0–0  | 0–1       | 0–1         |

## Jugadores

### Jugadores destacados
| - Vinko Begović - Ivan Čabrinović - Predrag Đorđević - Đorđe Gerum - Svetozar Gođevac - Milija Ilić - Srboljub Krivokuća - Žarko Olarević - Sava Paunović - Slobodan Paunovski | - Vlada Radivojević - Dragan Simić - Aleksandar Stojanović - Vladeta Žabarac - Ivica Kralj - Nenad Lalatović - Danko Lazović - Bojan Mališić - Stanimir Milošković - Radovan Radaković | - Zoran Radosavljević - Đorđe Rakić - Zoran Ristić - Predrag Spasić - Saša Stevanović - Filip Kostić - Nemanja Tomić - Mike Stojanović - Vladimir Božović |

## Entrenadores

### Cronología de los entrenadores
- Florijan Matekalo (1967–68)
- Srboljub Krivokuća (1981–83)
- Ivan Čančarević (200?–07)
- Bahrija Hadžić (2007–0?)
- Slavko Vojičić (200?–08)[1]
- Slobodan Stašević (2008–0?)
- Dragan Kanatlarovski (2009)
- Vlado Čapljić (julio de 2010–junio de 2011)
- Slavenko Kuzeljević (julio de 2011–octubre de 2012)
- Dejan Đurđević (octubre de 2012–abril de 2013)
- Dragoljub Bekvalac (abril de 2013–junio de 2013)
- Radmilo Ivančević (junio de 2013–marzo de 2014)
- Predrag Ristanović (marzo de 2014–abril de 2014)
- Dragoljub Bekvalac (abril de 2014–octubre de 2014)
- Vlado Čapljić (octubre de 2014)
- Neško Milovanović (octubre de 2014–septiembre de 2015)
- Radovan Radaković (septiembre de 2015–diciembre de 2016)
- Vlado Čapljić (diciembre de 2016–abril de 2017)
- Slaviša Kovačević (abril de 2017–junio de 2017)
- Slavko Vojičić (2017–2018)
- Darko Tešović (junio de 2018–octubre de 2018)
- Darko Milisavljević (interino) (octubre de 2018–noviembre de 2018)
- Dejan Nikolić (noviembre de 2018–septiembre de 2019)
- Darko Vojvodić (septiembre de 2019–noviembre de 2019)
- Darko Milisavljević (noviembre de 2019–julio de 2020)
- Aleksandar Linta (julio de 2020–abril de 2021)
- Dejan Joksimović (abril de 2021–junio de 2021)
- Vladimir Radenković (junio de 2021–noviembre de 2021)
- Zoran Milinković (noviembre de 2021–febrero de 2022)
- Nenad Lalatović (febrero de 2022–junio de 2022)
- Dejan Joksimović (junio de 2022–septiembre de 2023)
- Feđa Dudić (septiembre de 2023–agosto de 2025)
- Aleksandar Luković (agosto de 2025 – presente)